# 울주군청소년수련관

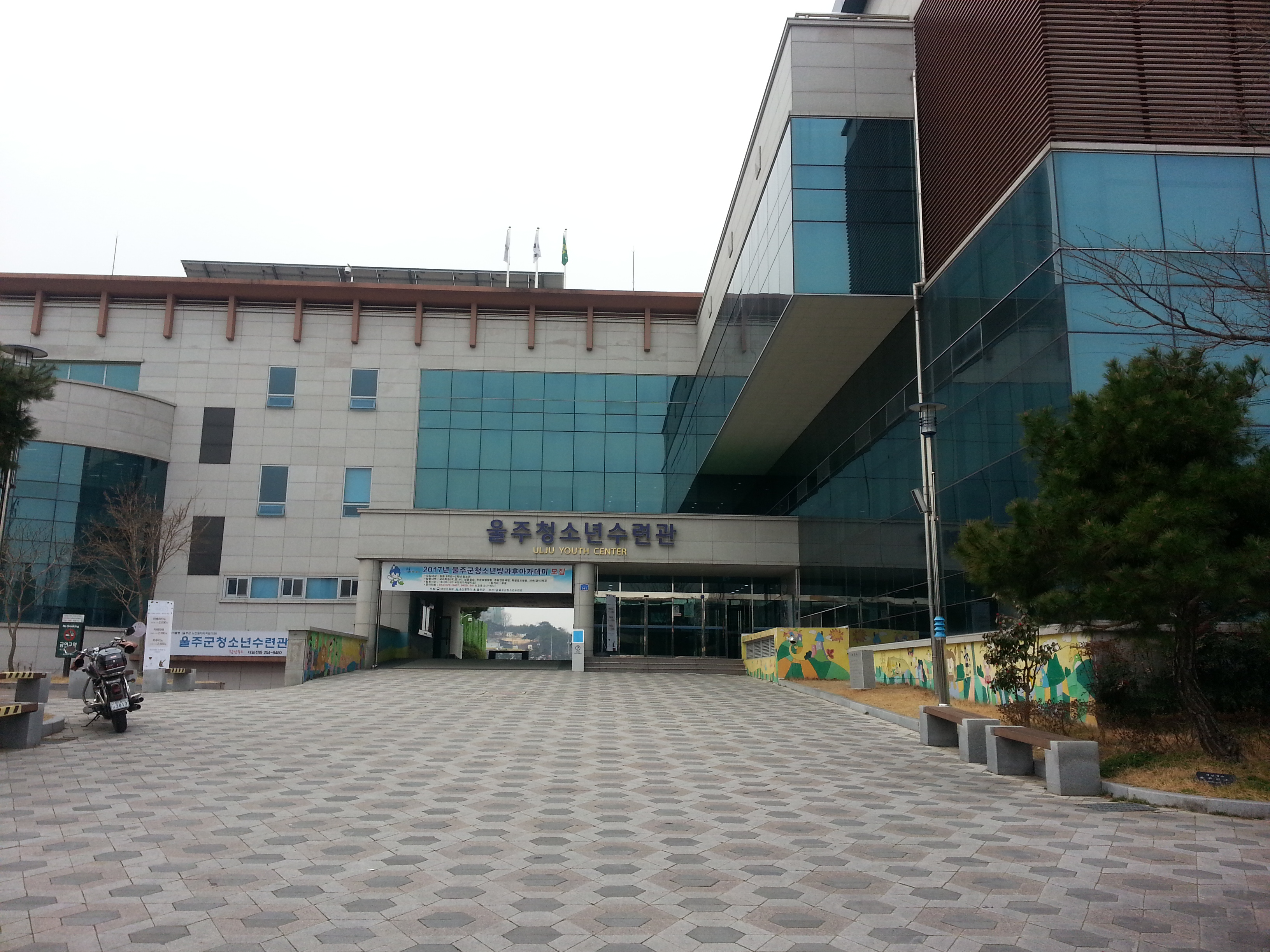
울주군청소년수련관 (수련관명 변경 전)

울주 서부 청소년수련관(蔚州郡 靑少年 修練館)은 대한민국 울산광역시 울주군 삼남읍에 위치한 청소년 종합 수련시설이다.

## 특징
울주군 삼남면의 서울산 보람병원 인근에 위치한 청소년수련관이며, 울주군 청소년들의 좋은 문화회관이 되어 주고 있는 곳이다. 이곳의 지하 1층에는 25m에 5레인의 제법 넓은 수영장이 있으며, 2층에는 교육실과 청소년들의 문화공간인 "청소년 열린마당" 이 마련되어 있다. 1층엔 댄스연습실, 로비 쪽에는 헬스장이 설치되어 있으며, 주민들이 이곳에서 생활체육을 하거나 강좌를 수강 할 수 있다. 3층에는 공연장과 댄스연습실, 악기연습실, 노래연습실 등이 있다. 가끔씩 이곳에서 수영대회를 포함한 각종 대회, 또는 청소년 국제교류, 청소년 동아리, 창의적 체험활동 행사도 열린다. 별관과 본관으로 나누어져 있으며, 정문에서 봤을 때 건물 오른쪽이 본관, 건물 왼쪽이 별관이다.(지하 1층 제외) 쉬는 날은 매주 월요일, 1월 1일, 설, 추석연휴이다.
원래 이름은 울주군 청소년수련관이었으나, 2018년 1월 2일 부로 울주 서부 청소년수련관으로 이름이 변경되었다.

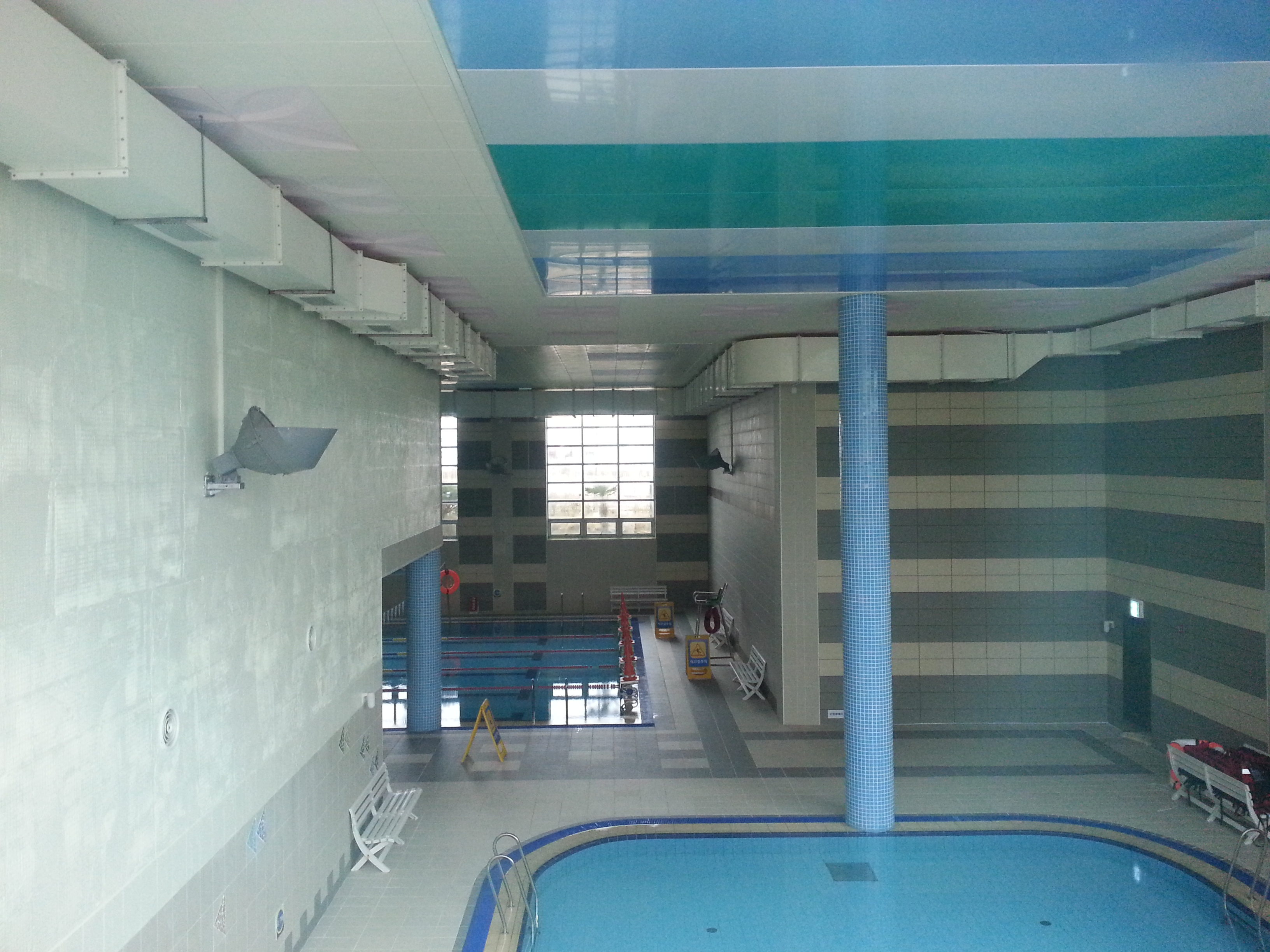
울주군청소년수련관 수영장

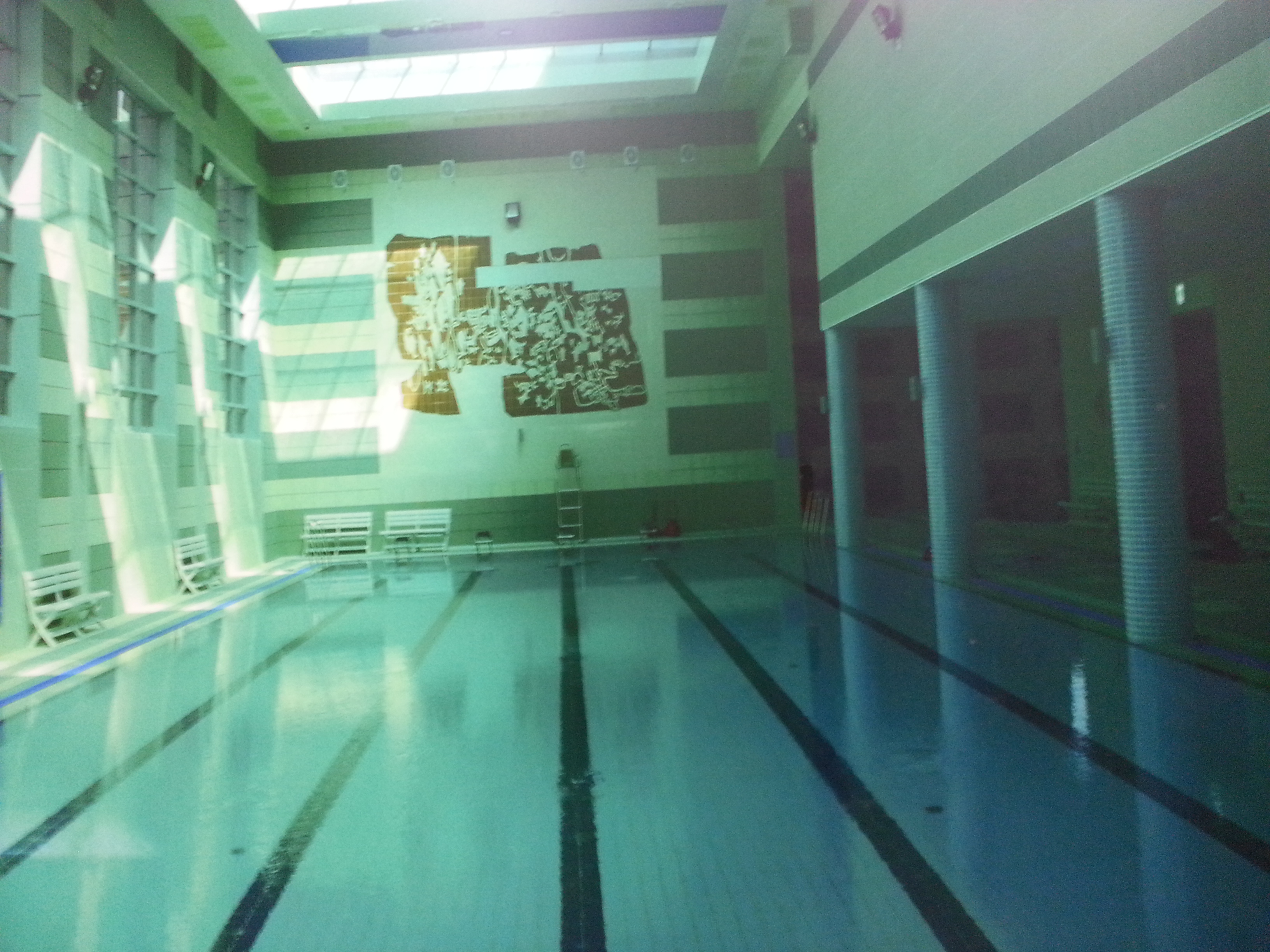
리모델링 이전의 수영장

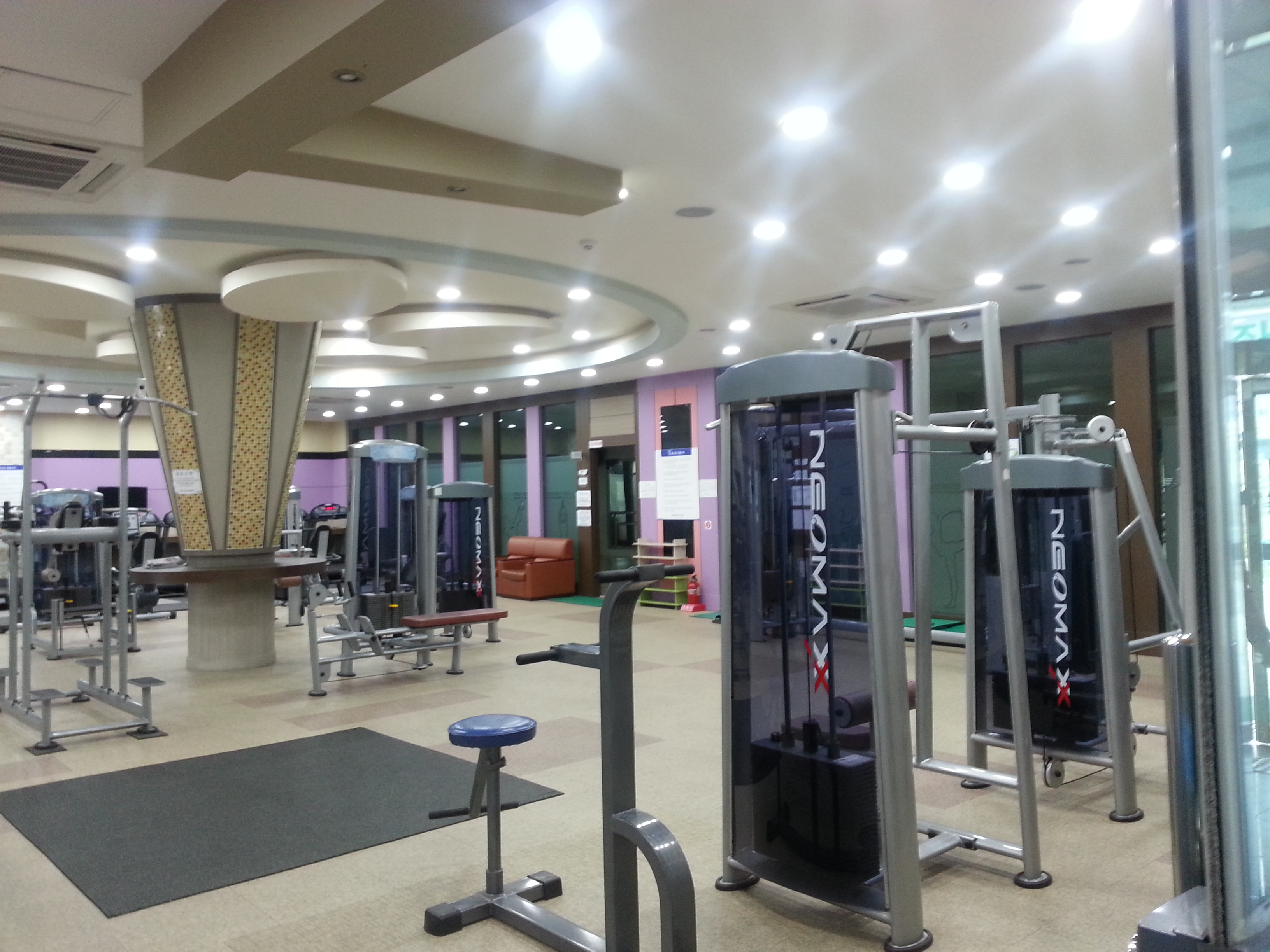
울주군청소년수련관 헬스장

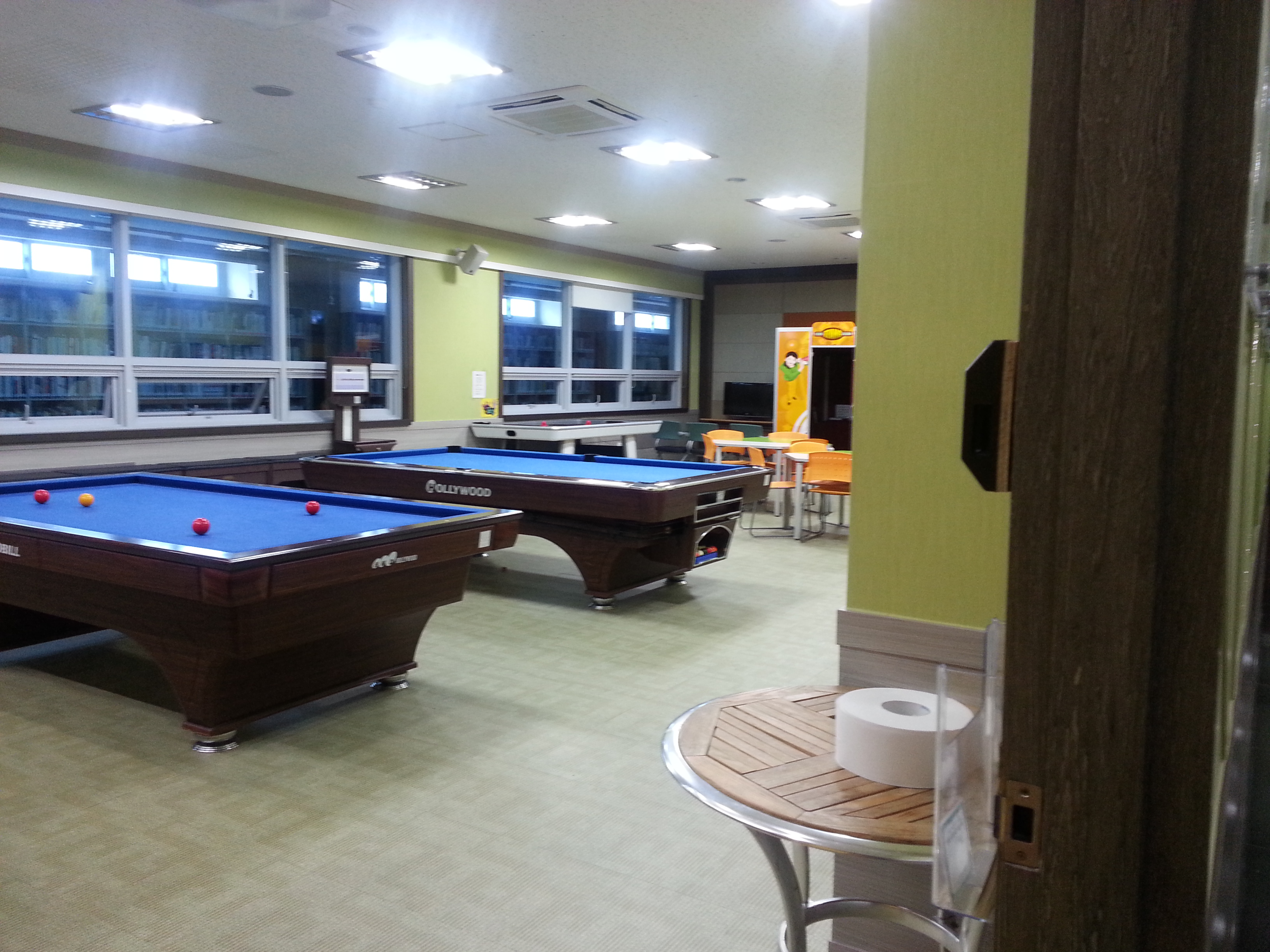
울주군청소년수련관 청소년 열린마당

## 연혁
- 2009년 7월 30일: 준공
- 2009년 11월 28일: 개관
- 2018년 1월 2일: 수련관명 변경(울주군 청소년수련관->울주 서부 청소년수련관)

## 주요 시설
- 수영장
- 헬스장
- 청소년 열린마당
- 대공연장
- 강좌실
- 악기연습실
- 댄스연습실